# 杨燕春
杨燕春（1932年—），曾用名萧燕（肖燕），女，河北乐亭人，中国话剧演员，一级演员。